# Часико
Часико́ (исп. Laguna Chasicó) — бессточное соленое озеро в Аргентине, расположено на территории районов Пуан и Вильярино провинции Буэнос-Айрес. Площадь водного зеркала около 50 км², меняется в пределах от 35 км² до 85 км². Площадь водосборного бассейна — 3764 км². Лежит на высоте 23 метра над уровнем моря. Имеет округлую форму, берега слабоизрезаны. Максимальная глубина — от 16 до 20 м.
Имеет тектонико-эолическое происхождение. Питается водами реки Часико, впадающей с востока. Вблизи озера расположены деревни Чапалько, Лос-Растрос, Часико, Сан-Лоренсо, Сан-Хосе и Бон-Гумбольдт.
Климат окрестностей озера — умеренный, температура меняется в промежутке 14-20 °C. Среднегодовое количество осадков — 600—700 мм.